# پتر توروک
پتر توروک (مجاری: Péter Török; ۱۸ آوریل ۱۹۵۱ – ۱۹۸۷) بازیکن فوتبال اهل مجارستان بود.
از باشگاه‌هایی که در آن بازی کرده‌است می‌توان به باشگاه ورزشی واشاش و باشگاه فوتبال رکریتیوو اوئلوا اشاره کرد.
وی همچنین در تیم ملی فوتبال مجارستان بازی کرده‌است.